# 859
Năm 859 là một năm trong lịch Julius.